# تستمنت
تستامنت یا تستمنت (به انگلیسی: Testament) یک گروه ترش متال آمریکایی است که در سال ۱۹۸۳ در سن فرانسیسکو شکل گرفت.
تستامنت به عنوان یکی از محبوبترین و تاثیرگذارترین گروه های ترش متال محسوب می شود. تا به‌حال ۹ آلبوم تستمنت وارد فهرست بیلبورد ۲۰۰ در آمریکا شده است.

## اعضا

### فعلی
- اریک پترسن: گیتار الکتریک (۱۹۸۳ تاکنون)
- چاک بیلی: آواز (۱۹۸۶ تاکنون)
- الکس اسکولنیک: گیتار الکتریک (۱۹۸۳ تا ۱۹۹۲ - ۲۰۰۵ تاکنون)
- جن هگلن: درامز (۱۹۹۶ تا ۱۹۹۷ - ۲۰۱۱ تاکنون)
- استیو دی‌جورجو: گیتار بیس (۱۹۹۸ تا ۲۰۰۵ - ۲۰۱۴ تاکنون)

### پیشین
- استیو سوزا: آواز (۱۹۸۳ تا ۱۹۸۶)
- گرگ کریستین: گیتار بیس (۱۹۸۳ تا ۱۹۹۶ - ۲۰۰۵ تا ۲۰۱۴)
- لویی کلمنت: درامز (۱۹۸۶ تا ۱۹۹۳ - ۲۰۰۵)
- پال باستاف: درامز (۱۹۹۲ تا ۱۹۹۳ - ۲۰۰۴ تا ۲۰۰۵ - ۲۰۰۶ - ۲۰۰۷ تا ۲۰۱۱)
- جان تمپستا: درامز (۱۹۹۳ تا ۱۹۹۴ - ۲۰۰۱ تا ۲۰۰۵)
- جن الولیس: گیتار (۱۹۹۳ - ۱۹۹۷)
- جیمز مرفی: گیتار (۱۹۹۴ تا ۱۹۹۶ - ۱۹۹۹)
- دیو لمباردو: درامز (۱۹۹۹)

## آلبوم‌ها

### استودیویی
| نام آلبوم                      | معنی نام                               | سال انتشار |
| ۱. The Legacy                  | میراث                                  | ۱۹۸۷       |
| ۲. The New Order               | نظم نوین                               | ۱۹۸۸       |
| ۳. Practice What You Preach    | به آنچه که موعظه می‌رانید، خود عمل کنید | ۱۹۸۹       |
| ۴. Souls of Black              | ارواح سیاه                             | ۱۹۹۰       |
| ۵. The Ritual                  | تشریفات                                | ۱۹۹۲       |
| ۶. Low                         | مشتعل شدن                              | ۱۹۹۴       |
| ۷. Demonic                     | اهریمنی                                | ۱۹۹۷       |
| ۸. The Gathering               | همایش                                  | ۱۹۹۹       |
| ۹. First Strike Still Deadly   | اولین ضربه بازهم مرگبار                | ۲۰۰۱       |
| ۱۰. The Formation of Damnation | تشکیلات نفرین‌شدگی                      | ۲۰۰۸       |
| ۱۱. Dark Roots of Earth        | ریشه‌های تاریک زمین                     | ۲۰۱۲       |
| ۱۲. Brotherhood of the Snake   | برادری مارها                           | ۲۰۱۶       |
| ۱۳. Titans of Creation         | تایتانهای آفرینش                       | ۲۰۲۰       |

### اجرای زنده
| نام آلبوم                         | سال انتشار |
| ۱. Live at Eindhoven              | ۱۹۸۷       |
| ۲. Return to the Apocalyptic City | ۱۹۹۳       |
| ۳. Live at the Fillmore           | ۱۹۹۵       |
| ۴. Live in London                 | ۲۰۰۵       |
| ۵. Live at Eindhoven '87          | ۲۰۰۹       |
| ۶. Dark Roots of Thrash           | ۲۰۱۳       |